# Voúzion
Voúzion (Vouzi) är en ort i Grekland.   Den ligger i prefekturen Fthiotis och regionen Grekiska fastlandet, i den centrala delen av landet, 170 km nordväst om huvudstaden Aten. Voúzion ligger 440 meter över havet och antalet invånare är 128.
Terrängen runt Voúzion är kuperad norrut, men söderut är den platt. Runt Voúzion är det glesbefolkat, med 15 invånare per kvadratkilometer. Närmaste större samhälle är Fársala, 17,3 km norr om Voúzion. Trakten runt Voúzion består till största delen av jordbruksmark.